# 四川园林
四川园林，又称为巴蜀园林、川派园林，是中国以四川盆地为核心的四川省、重庆市一带古典园林艺术的总称，起源于巴蜀时期，是中国古典园林的重要流派之一，也是四川传统建筑艺术的重要组成部分。四川园林广泛分布于巴蜀各地，以川西成都平原一带最为集中。四川园林种类丰富，包括官家园林、私家园林、寺庙宫观园林等，其中又以官家园林艺术成就最高，是中国官家园林的典型代表。
四川园林区别于其它流派园林的最典型特点是大多具有历史典故，且以纪念历史名人为主，如武侯祠与诸葛亮、刘备，杜甫草堂与杜甫，升庵桂湖与杨慎，罨画池与陆游、赵抃，文君井与司马相如、卓文君，望江楼与薛涛，三苏祠与三苏，子雲亭与扬雄，二王庙与李冰父子，流杯池与黄庭坚，林园与林森、蒋介石等。